# HMS
HMS — префікс, що використовується в назвах суден Королівського військово-морського флоту Великої Британії (Her або His Majesty's Ship — Корабель Його (або Її) Величності), а також у ВМС Швеції (Hans або Hennes Majestäts Skepp). Частіше за все, в текстах українською мовою залишається без перекладу (особливо, коли потрібно підкреслити національну приналежність судна) або опускається.
Для британських підводних човнів та сама абревіатура несе інше значення HM Submarine — Її Величності Підводний човен.
Виняток робиться для Його Величності Яхти Британія (HMY Britannia).
Також використовуються:
- Канада: HMCS — (His Majesty's Canadian Ship) Його Величності Судно Канади
- Австралія: HMAS — (His Majesty's Australian Ship) Його Величності Судно Австралії
- Нова Зеландія: HMNZS — (His Majesty's New Zealand Ship) Його Величності Судно Нової Зеландії
- Багамські Острови: HMBS — (His Majesty's Bahamian Ship) Його Величності Судно Багам
- Барбадос: HMBS — (His Majesty's Barbadian Ship) Його Величності Судно Барбадоса
- Бермудські Острови: HMBS — (His Majesty's Bermudian Ship) Його Величності Судно Бермуд
- Папуа Нова Гвінея: HMPNGS — (His Majesty's Papua New Guinean Ship) Його Величності Судно Папуа-Нової Гвінеї
- Ямайка: HMJS — (His Majesty's Jamaican Ship) Його Величності Судно Ямайки
- Тувалу: HMTS — (His Majesty's Tuvalu Surveillance Ship) Його Величності Судно Тувалу

Також використовувались раніш:
- Велика Британія Для служби в колоніях: HMCS — (Her Majesty's Colonial Ship) Її Величності Колоніальне Судно
- Австралія: CNS (Commonwealth Naval Ship) — Судно Флоту Співдружності
  -  Вікторія: HMVS — (Her Majesty's Victorian Ship) Її Величності Судно штату Вікторія
  -  Квінсленд: HMQS — (Her Majesty's Queensland Ship) Її Величності Судно штату Квінсленду
- Бірма: HMBS — (Her Majesty's Burmese Ship) Її Величності Судно Бірми
- Південна Африка: HMSAS — (Her Majesty's South African Ship) Її Величності Судно Південної Африки
- Британська Індія: (Her Majesty's Indian Ship) HMIS — Її Величності Судно Індії
- Цейлон: HMCyS — (His or Her Majesty's Ceylon Ship) Його або Її Величності Судно Цейлону
- Пакистан: HMPS — (His or Her Majesty's Pakistani Ship) Його або Її Величності Судно Пакистану

Також перші британські танки Mark I у ході Першої світової війни мали офіційні позначення His Majesty's land ship («Сухопутний корабель Його Величності») та мали власні назви з абревіатурою, наприклад HMLS Cordon Rouge.